# Бебото
Бебото (фр. Béboto) — небольшой город и супрефектура в Чаде, расположенный на территории региона Восточный Логон. Административный центр департамента Западное Коу.

## Географическое положение
Город находится в южной части Чада, к востоку от реки Восточный Логон, на высоте 508 метров над уровнем моря.
Населённый пункт расположен на расстоянии приблизительно 467 километров к юго-востоку от столицы страны Нджамены.

## Население
По данным официальной переписи 2009 года численность населения Бебото составляла 25 624 человека (12 717 мужчин и 12 907 женщин). Население супрефектуры по возрастному диапазону распределилось следующим образом: 49,8 % — жители младше 15 лет, 47 % — между 15 и 59 годами и 3,2 % — в возрасте 60 лет и старше.

## Транспорт
Ближайший аэропорт расположен в городе Дильдо.